# Antipode

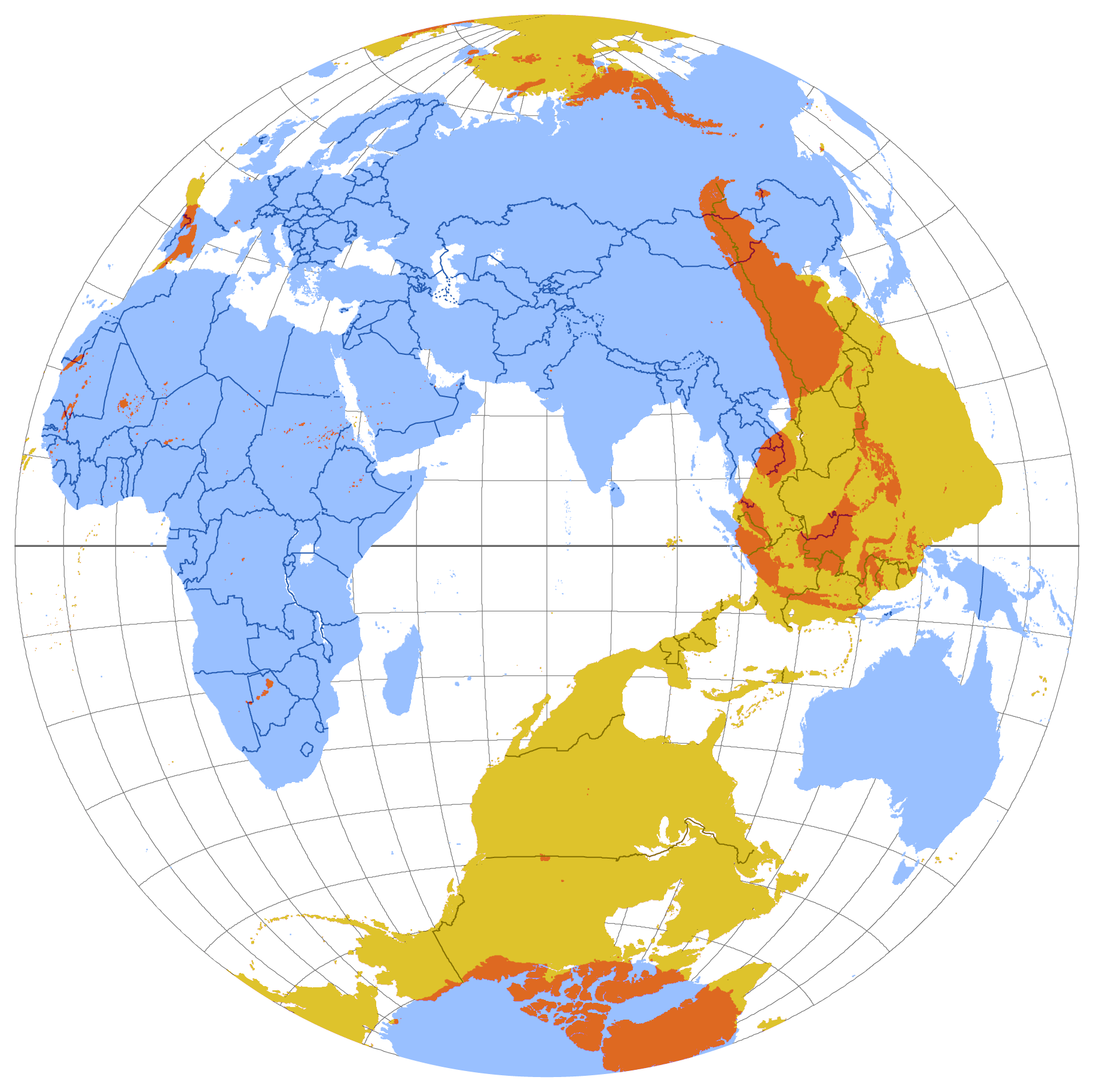
Antipoden-Globus, dargestellt in flächentreuer Azimutalprojektion. Gelbe und rote Flächen erhält man durch die Punktspiegelung der auf der Rückseite des Globus liegenden Erdmassen. Die sich durch diese Darstellungsart überschneidenden Landmassen sind in ocker gefärbt.

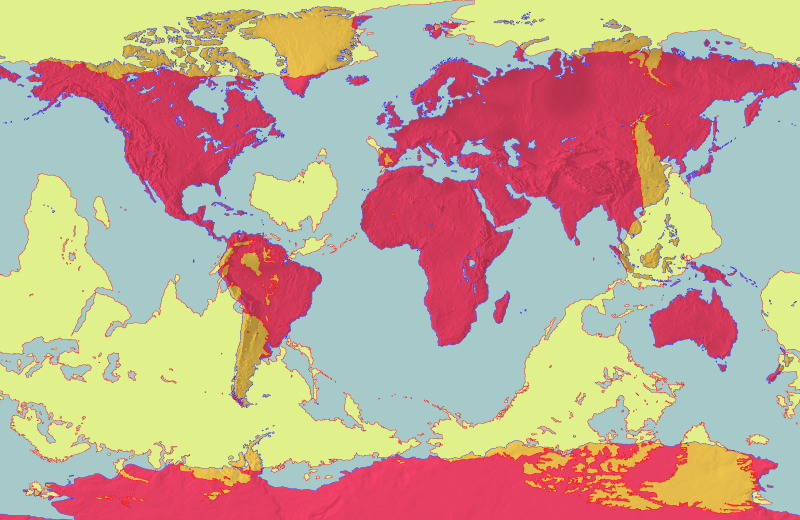
Weltkarte der Antipoden.

Antipoden (von griechisch ἀντί antí „gegen“ und πούς poús „Fuß“, wörtlich „Gegenfüßer“; latinisiert Antipodes) ist die Bezeichnung für die auf der gegenüberliegenden Seite der Erde liegenden Gebiete sowie für die dort lebenden Menschen. Die Füße der Antipoden sind bildlich denen der Bezugsperson zugewandt.

## Vorstellungen in der Geschichte
Die Möglichkeit der Existenz von Menschen auf der gegenüberliegenden Seite der Erdkugel waren in der alten Welt bis zum Beginn der Neuzeit umstritten.

### Antike
Pomponius Mela, der erste römische Geograph, behauptete, dass die Erde zwei bewohnbare Zonen habe, eine nördliche und eine südliche, dass es aber wegen der unerträglichen Hitze am Äquator unmöglich sei, miteinander in Kontakt zu kommen. Fast die gleiche Behauptung war zuvor in Ovids Metamorphosen aufgestellt worden (Buch 1, Zeilen 45–51, siehe auch den fünften Absatz in More’s Übersetzung von „Die Schöpfung“).

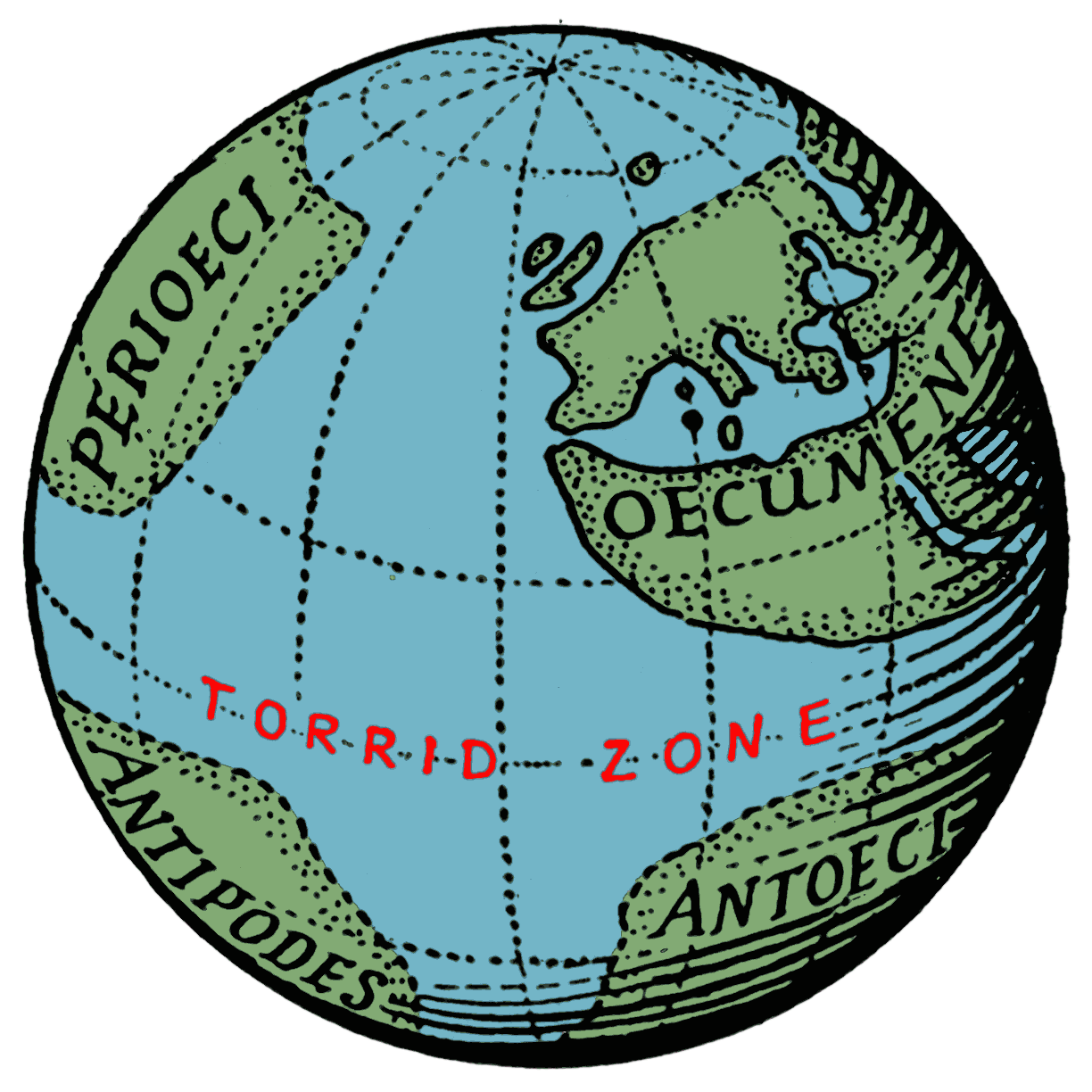
Die Terrestrische Sphäre des Krates von Mallos (circa 150 v. Chr.) zeigt die Region der Antipoden in der südlichen Hälfte der westlichen Hemisphäre.

In der Antike wurden unterschiedliche Weltbilder nebeneinander vertreten. Bei den Verfechtern einer kugelförmigen Erde stellte sich die Frage nach möglichen Bewohnern der gegenüberliegenden Erdhälfte. Pythagoras, Platon, Marcus Tullius Cicero und andere Autoren der Antike hielten die Existenz von Antipoden für möglich. Der führende antike Geograph Strabon hingegen lehnte sie als haltlose Spekulation ab.
Für Lactantius (250–325 n. Chr.) war die Vorstellung von Antipoden einfach absurd: „Was verkünden denn jene, die meinen, es gebe Antipoden, die uns die Füße zukehren? Ja, wer ist denn so töricht wie der, der glaubt, es gebe Menschen, deren Füße über den Köpfen sind? Oder wo das, was bei uns herunterzeigt, nach oben hängt? Wo Pflanzen und Bäume nach unten wachsen? Wo Regen und Schnee und Hagel zur Erde nach oben fallen?“ Mit dieser für ihn offenkundigen Unsinnigkeit der Idee begründete er auch seine Ablehnung der Kugelgestalt der Erde.
Am Ende der Antike schloss sich der Kirchenvater Augustinus (354–430) der Ablehnung der Antipoden an, auch wenn er eine Kugelgestalt der Erde für möglich hielt. Sein Zeitgenosse Martianus Capella hingegen, dessen Hauptwerk in der Zeit des europäischen Mittelalters stark verbreitet war, ließ die Gegenseite der Erde bewohnt sein.

### Mittelalter
Auch wenn im Mittelalter kaum ein Gelehrter an eine flache Erde glaubte, hielt man aus geographischen, philosophischen und theologischen Gründen die Existenz von Menschen auf der anderen Erdseite überwiegend nicht für möglich.
Geographisch spielte dabei die Vorstellung eine Rolle, dass in der Äquatorgegend eine große Hitze herrsche, die eine Durchquerung unmöglich mache. Aus diesem Grunde könne niemand auf die andere Erdhälfte gelangt sein. Dies hängt mit der Überzeugung vom gemeinsamen Ursprung aller Menschen zusammen, der auch in der Schöpfungsgeschichte der Bibel zum Ausdruck kommt. Außerdem könne Christi Missionsauftrag nicht erfüllt werden und wäre unsinnig, sollten Menschen unerreichbar auf anderen Kontinenten leben. Hinzu kam die Vorstellung, dass die Erdkugel außerhalb der Erdteile Asien, Afrika und Europa ganz von Wasser bedeckt sei.
Noch 1496 bestritt der Gelehrte Zacharias Lilius mit diesem Argument die Existenz der Antipoden, als er die ersten Berichte des Kolumbus diskutierte.
Die folgenden Reisen portugiesischer Seefahrer, insbesondere die Entdeckung von bewohntem Land auf der Südhalbkugel in der neuen Welt (Brasilien) durch Pedro Álvares Cabral im Jahr 1500, führten jedoch schnell zu der Erkenntnis, dass auf der anderen Erdseite doch Leben möglich ist.

## Heutiger Wortgebrauch
Heute bezeichnet man als Antipoden einfach zwei sich auf der Erdoberfläche gegenüberliegende Punkte, so dass man zwischen diesen beiden Punkten eine gerade Verbindungslinie durch den Erdmittelpunkt legen könnte. Neuseeland befindet sich auf der Spanien entgegengesetzten Seite des Globus. Australien und Neuseeland zusammen gelten als Antipode Europas („Down Under“), obwohl dies geographisch nur zum kleinsten Teil zutreffend ist. Tatsächlich liegen die meisten Antipoden einer Landfläche in einem Ozean.
Im übertragenen Sinn werden damit auch (intellektuelle, politische usw.) Gegner mit entgegengesetzten, in der Regel unvereinbaren und/oder unversöhnlichen Anschauungen und Auffassungen oder Interessen bezeichnet. Synonym: Antagonisten (Antagonismus).

## Auf der gegenüberliegenden Seite der Erdkugel liegende Landmassen
Nur auf 4,4 % der Erdoberfläche oder 15 % der Landoberfläche überschneiden sich gegenüberliegende Landmassen. Bei 50 % der Erdoberfläche trifft Land auf Wasser. Bei 46 % der Fläche trifft Wasser auf Wasser.
Die größten Überschneidungen von Landflächen betreffen
- Ostasien (vor allem Ostchina) und die Südspitze von Südamerika (vor allem Argentinien und Chile),
- Südostasien und das westliche Südamerika sowie
- das nördliche Kanada mit Grönland und die Antarktis.

Der australische Kontinent ist die größte Landmasse, die keine gegenüberliegenden Landmassen besitzt. Allerdings sind einige Orte von Australien und Tasmanien fast Antipoden von Inseln im Atlantik (Bermuda, Azoren, Puerto Rico).

## Filmische Dokumentation
- Vivan las Antipodas, Dokumentation über vier Antipoden (Argentinien – China, Spanien – Neuseeland, Chile – Russland, Botswana – Hawaii) von Viktor Kossakovsky (DE/RUS 2011, 109 min). Vivan las Antipodas bei IMDb